# Menere River
Menere River är ett vattendrag i Grenada.   Det ligger i parishen Saint Andrew, i den södra delen av landet, 13 km öster om huvudstaden Saint George's. Menere River ligger på ön Grenada.